# José Albornoz (político)
José Venancio Albornoz Urbano es un político venezolano que nació en Tunapuy, Estado Sucre el 18 de agosto de 1955. Exdiputado a la Asamblea Nacional de Venezuela por el Estado Guárico y además fue Secretario General del partido Patria Para Todos.

## Biografía
José Albornoz inició su carrera política en La Causa Radical (LCR), un partido político sindicalista que experimentó un crecimiento significativo en la década de 1990, hasta que en 1997 comienzan una serie de contradicciones entre sus miembros para definir su apoyo a la candidatura de Hugo Chávez para la elección presidencial de 1998. Por ello un sector de La Causa R liderado por Aristóbulo Istúriz, Pablo Medina, Alí Rodríguez Araque y José Albornoz, entre otros deciden constituir el 26 de septiembre de 1997 una nueva organización izquierdista y nacionalista, Patria Para Todos.
En 2005 Albornoz se postula para las elecciones parlamentarias como diputado a la Asamblea Nacional por el Estado Guárico, con el apoyo de su partido y del Movimiento V República, Podemos y el Partido Comunista, entre otros. Resulta elegido y comienza a ejercer su cargo a partir de 2006. En 2007 Hugo Chávez propone la creación de un partido unitario que agrupara todas las fuerzas aliadas a él, pero Albornoz como secretario general se negó a aceptar la propuesta de manera inmediata, lo que le valió varias críticas de parte de Chávez. Cuando se conforma el Partido Socialista Unido de Venezuela (PSUV), se decide por medio de una Convención Nacional no sumar al PPT dentro de ese nuevo movimiento, Albornoz fue uno de los defensores de la no incorporación dentro del PSUV.
A inicios de 2008 José Albornoz es elegido para la segunda vicepresidencia de la Asamblea Nacional. Poco después Albornoz se presentó como precandidato a la Gobernación de Guárico para las elecciones regionales de ese año, pero luego declinó en favor de Lenny Manuitt generando múltiples críticas dentro de la coalición oficialista, especialmente del PSUV por haber perdido las primarias en esa organización y de igual forma haberse postulado. Las críticas crecieron durante la campaña electoral y el propio Chávez intervino, diciendo que había que hacerlos "desaparecer del mapa político", pero Albornoz prefirió durante esa campaña evadir las críticas diciendo de igual forma continuarían apoyando la Revolución Bolivariana. Después de la elección Albornoz se refirió directamente a Chávez al decir "Nos sentimos con mucha fuerza y no minusválidos, los que pretendieron que íbamos a desaparecer, están equivocados".
El 25 de mayo de 2010, Albornoz fue depuesto del cargo de segundo vicepresidente con los votos de los diputados del PSUV, quienes alegaron que había faltado a esa sesión injustificadamente. El pepetista se defendió asegurando que había avisado que ese día no iba a asistir, y que el reglamento de la Asamblea expresa que solo puede ser depuesto por ausencia prolongada. El diputado Mario Isea, quién propuso la remoción de Albornoz, alegó que lo hizo porque el secretario del PPT venía "plegándose a la contrarrevolución". Albornoz se presentó a la reelección en las elecciones parlamentarias de Venezuela de 2010, encabezando la lista de su partido, pero no fue elegido.